# Joe Gormley (syndicaliste)
Joe Gormley (5 juillet 1917 - 27 mai 1993) est un syndicaliste et homme politique britannique des années 1970 et un dirigeant du Parti travailliste, président de l'Union nationale des mineurs (Royaume-Uni) de 1971 à 1981, en particulier lors de la grève des mineurs britanniques de 1972 et de la grève des mineurs britanniques de 1974.

## Biographie

### Débuts dans la vie
Joe Gormley est né dans une famille de sept enfants le 5 juillet 1917 à Ashton-in-Makerfield, dans le district de Manchester dans le Lancashire, où il est élève de l’école catholique avant son entrée à la mine, à l’âge de quatorze ans, d’abord au fond. Militant syndical actif, il intègre rapidement le comité de la section régionale de St Helens en 1957.

### Responsabilités syndicales
En 1958, à l'âge de 41 ans, il est élu dans l'équipe de la direction nationale de l'National Union of Miners (NUM) puis en 1968 se présente pour être élu secrétaire général du NUM, mais est battu par Lawrence Daly, un syndicaliste très en vue et ex-communiste. En 1971, il accède à la présidence du NUM à l'occasion d'une "élection serrée" qui l'oppose à Mick McGahey, membre du parti communiste britannique, qui sera par la suite son secrétaire général, poste assimilé à celui de vice-président.

### Grandes grèves de 1972 et 1974
Tous deux sont des animateurs de la Grève des mineurs britanniques de 1972 au cours de laquelle des concessions salariales sont obtenues par les mineurs, avec le 25 février 1972 une augmentation de salaire de 21 %. Les mineurs arrivent ainsi en tête palmarès des salaires industriels au Royaume-Uni, après n'avoir été qu'en 17e position, puis de la grève des mineurs britanniques de 1974, qui démarre le 12 novembre 1973, quand les mineurs ont commencé à interdire les heures supplémentaires en réponse à la politique des revenus du Premier ministre conservateur Edward Heath après le Premier choc pétrolier.
Cette longue grève  qui génère des coupures d’électricité généralisées. Des mesures d'urgence ont été utilisées pour économiser l'électricité avec l'introduction de la semaine de trois jours, déclenche aussi des élections législatives anticipées gagnées par le parti travailliste. En plein conflit, le 20 décembre 1973, il est négociations avec le secrétaire d'État à l'Emploi Willie Whitelaw, et forcé de se réfugier dans un restaurant italien en raison d'une bombe de l'IRA. Un mois après, le 23 janvier 1974, il organise un vote sur le terrain en faveur d'une grève générale puis annonce le 4 février que les mineurs ont voté pour.

### Réformes de 1977
Joe Gormley a joué un rôle important au moment des réformes salariales de 1977, qui ont permis de verser aux mineurs un salaire proportionnel à la production de leur région, donnant à ceux du Nottinghamshire les plus élevés de tous, ce qui les rendit très réticents à faire grève en 1984, lorsque peu de leurs mines étaient menacées et qu'ils avaient des salaires élevés à perdre. Deux scrutins au sein du NUM ayant rejeté ces réformes, Joe Gormley a estimé que les programmes de productivité devaient désormais être décidés par les comités régionaux, avec ou sans scrutin régional, ce qui fut contesté devant la Haute Cour comme une violation des règles syndicales, mais le tribunal lui a donné raison à Gormley. Cette confusion sur le moment où le NUM devait organiser un scrutin est devenue d'une importance capitale lors de la grève de 1984-1985, lorsque Scargill a essayé d'imiter les méthodes de Gormley et de faire d'une grève nationale quelque chose sur laquelle les comités régionaux pourraient décider.

### Période Thatcher
En 1973, il entre au conseil général du TUC puis en décembre 1981, Arthur Scargill lui succède à la présidence du NUM, après un premier conflit avec la Première ministre Margaret Thatcher, qui menace de fermer 23 mines, en rupture du « Plan pour le charbon ». Un vote pour la grève recueille alors une majorité de 87,6 % et Margaret Thatcher recula, sans empêcher de nombreux mineurs d'entrer en grève non officielle, mais Joe Gormley rejeta les appels à une grève nationale.
En 1982, son appel publique de dernière minute, même s'il n'est plus président du syndicat, a incité les mineurs à accepter une offre du gouvernement d'une augmentation de 9,3 %, rejetant l'appel d'Arthur Scargill à la grève.

### Autre fonctions et distinctions
Par ailleurs conseiller municipal du Parti travailliste, il devient par la suite membre de l’exécutif national de ce parti.
En 1976, il devient président du Comité consultatif de la Communauté européenne du charbon et de l’acier.
Fan du club de rugby à XIII de Wigan, il a été élevé à la pairie en 1982 comme baron Gormley d'Ashton-in-Makerfield dans le Grand Manchester et écrit cette année-là ses mémoires. Lorsqu'on lui demande un bilan de sa période de présidence du NUM, il répond que « tout le monde veut avoir un lien de parenté avec un mineur », en allusion à la popularité de cette profession lors des grandes grèves.

### Révélations ultérieures
En 2002, la BBC a découvert que Gormley avait transmis des informations à la Special Branch sur l'extrémisme au sein de son syndicat. Un ancien officier des Special Branch a fait cette allégation et a déclaré que Gormley « aimait son pays. C'était un patriote et il était très méfiant et inquiet de la croissance du militantisme au sein de son propre syndicat ». La BBC a affirmé que « la Special Branch s'est entretenue avec plus de 20 dirigeants syndicaux de haut rang au début des années 1970 ».